# Miskey József
Miskey József (Budapest, 1882. augusztus 30. – Budapest, 1948. július 30.) színész, színházigazgató.

## Életútja
Miskey József mészárosmester és Zwikl Julianna fia. Hat középiskolai osztály elvégzése után Horváth Zoltán színésziskoláját látogatta, majd 1907-ben Kassán kezdte színpadi pályafutását. 1909–10-ben a Városligeti Színkörben, 1910–11-ben Miskolcon, 1911–12-ben Nagyváradon, 1912–13-ban Sopronban és Szombathelyen, 1913–14-ben újból Miskolcon szerepelt.
1915. március 22-én Przemyślben hadifogságba esett és nyolc évet töltött Turkesztánban. 1923-tól 1926-ig Faragó Sándor volt az igazgatója Székesfehérváron, azután az Országos Kamaraszínház tagja lett. Itt 1934-ig játszott, majd egy évvel később, 1935-ben megalapította a Thália Kamaraszínházat, ezt 1939-ig vezette. 1940-ben a Belvárosi Színházban, 1941–42-ben Földessy Géza társulatában, 1942–43-ban Szegeden, 1943-ban a Kispesti Nyári Színházban, 1947-ben Óbudán illetve a Medgyaszay Színházban lépett fel.
Az első felesége Lendvay Ferike színésznő, a második felesége Kovács Mária, majd a harmadik neje Donáth Kató színésznő volt.

## Fontosabb színházi szerepei
- Maurice Morris (Edward Knoblauch: A faun)
- Polonius (Shakespeare: Hamlet)
- Werle (Ibsen: Vadkacsa)

## Filmszerepei
- Beáta és az ördög (1940) – főpincér a Floriani bárban
- Egy csók és más semmi (1941) – a Palermo bár portása
- Ne kérdezd, ki voltam (1941) – Berend Árpád, Nelly apja
- Lelki klinika (1941) – rendőr